# V625 Андромеды
V625 Андромеды (лат. V625 Andromedae) — двойная затменная переменная звезда типа W Большой Медведицы (EW) в созвездии Андромеды на расстоянии приблизительно 1635 световых лет (около 501 парсека) от Солнца. Видимая звёздная величина звезды — от +14,57m до +13,98m. Орбитальный период — около 0,2496 суток (5,99 часов).

## Характеристики
Первый компонент — жёлто-оранжевая звезда спектрального класса K-G. Радиус — около 0,88 солнечного, светимость — около 0,409 солнечной. Эффективная температура — около 4933 K.
Второй компонент — жёлто-оранжевая звезда спектрального класса K-G.